# Малл
Малл (англ. Isle of Mull, шотл. гел. Muile) — другий за величиною острів в архіпелазі Внутрішніх Гебридів, входить до складу адміністративної одиниці Аргілл-і-Б'ют. Острів горбистий — найвища вершина 966 м над рівнем моря. Станом на 2001 р. населення острова становило 2 667 осіб. На острові тільки одне містечко Тоберморі (шотл. гел. Tobar Mhoire), яке є його столицею. Є ще декілька сіл.
Цікаві місця на острові:
- Замок Торосей (англ. Torosay Castle).
- Замок Дюарт  (англ. Duart Castle) — садиба клану Маклін
- Перегонка шотландського віскі (скотч) в містечку Тоберморі.